# Liffol-le-Petit
 Liffol-le-Petit  es una población y comuna francesa, en la Región de Gran Este, departamento de Alto Marne, en el distrito de Chaumont y cantón de Poissons.

## Demografía
| 335 | 357 | 340 | 358 | 347 | 355 |
| Para los censos de 1962 a 1999 la población legal corresponde a la población sin duplicidades (Fuente: INSEE [Consultar]) |     |     |     |     |     |